# Новоставцы (Тернопольская область)
Новоставцы (укр. Новоставці) — село в Трибуховской сельской общине Чортковского района Тернопольской области Украины.
До 2020 года входило в Бучачский район.
Код КОАТУУ — 6121285004. Население по переписи 2023 года составляло 797 человек.

## Географическое положение
Село Новоставцы находится на правом берегу реки Ольховец,
выше по течению на расстоянии в 1,5 км расположено село Пылява,
ниже по течению примыкает село Медведевцы.
Рядом проходит автомобильная дорога Н-18.

## История
- 1420 год — первое упоминание о селе.

## Экономика
- «Новоставецкое», ЧП.
- «Новоставцы», ЧП.
- КП «Елита».

## Объекты социальной сферы
- Школа I—II ст.
- Клуб.
- Фельдшерско-акушерский пункт.